# أوتجيوارونغو
أوتجيوارونغو هي مدينة، في ناميبيا، تقع في إقليم أوتجوزوندجوبا ، وهي عاصمتها، بلغ عدد سكانها 28,249  نسمة وذلك حسب إحصائيات سنة 2011.

## المناخ
يظهر الجدول التالي التغييرات المناخية على مدار السنة لأوتجيوارونغو:
| البيانات المناخية لـأوتجيوارونغو  | البيانات المناخية لـأوتجيوارونغو | البيانات المناخية لـأوتجيوارونغو | البيانات المناخية لـأوتجيوارونغو | البيانات المناخية لـأوتجيوارونغو | البيانات المناخية لـأوتجيوارونغو | البيانات المناخية لـأوتجيوارونغو | البيانات المناخية لـأوتجيوارونغو | البيانات المناخية لـأوتجيوارونغو | البيانات المناخية لـأوتجيوارونغو | البيانات المناخية لـأوتجيوارونغو | البيانات المناخية لـأوتجيوارونغو | البيانات المناخية لـأوتجيوارونغو | البيانات المناخية لـأوتجيوارونغو |
| الشهر                             | يناير                            | فبراير                           | مارس                             | أبريل                            | مايو                             | يونيو                            | يوليو                            | أغسطس                            | سبتمبر                           | أكتوبر                           | نوفمبر                           | ديسمبر                           | المعدل السنوي                    |
| --------------------------------- | -------------------------------- | -------------------------------- | -------------------------------- | -------------------------------- | -------------------------------- | -------------------------------- | -------------------------------- | -------------------------------- | -------------------------------- | -------------------------------- | -------------------------------- | -------------------------------- | -------------------------------- |
| متوسط درجة الحرارة الكبرى °م (°ف) | 32 (90)                          | 30 (86)                          | 29 (84)                          | 29 (84)                          | 27 (81)                          | 24 (75)                          | 24 (75)                          | 27 (81)                          | 31 (88)                          | 32 (90)                          | 33 (91)                          | 34 (93)                          | 29 (85)                          |
| المتوسط اليومي °م (°ف)            | 24.5 (76.1)                      | 23.5 (74.3)                      | 22.5 (72.5)                      | 21 (70)                          | 18 (64)                          | 15 (59)                          | 15 (59)                          | 17.5 (63.5)                      | 22 (72)                          | 23 (73)                          | 24.5 (76.1)                      | 25 (77)                          | 21.0 (69.7)                      |
| متوسط درجة الحرارة الصغرى °م (°ف) | 17 (63)                          | 17 (63)                          | 16 (61)                          | 13 (55)                          | 9 (48)                           | 6 (43)                           | 6 (43)                           | 8 (46)                           | 13 (55)                          | 14 (57)                          | 16 (61)                          | 16 (61)                          | 13 (55)                          |
| الهطول مم (إنش)                   | 100 (3.9)                        | 121 (4.8)                        | 80 (3.1)                         | 41 (1.6)                         | 5 (0.2)                          | 0 (0)                            | 0 (0)                            | 1 (0.0)                          | 2 (0.1)                          | 14 (0.6)                         | 39 (1.5)                         | 54 (2.1)                         | 457 (17.9)                       |
| المصدر: World Climate Guide.      |                                  |                                  |                                  |                                  |                                  |                                  |                                  |                                  |                                  |                                  |                                  |                                  |                                  |

## توأمة
لأوتجيوارونغو اتفاقيات توأمة مع كل من:
- أنسيشيم
- Dundas, Ontario [الإنجليزية]‏
- هوسدن
- كاتيما موليلو
- Khorixas [الإنجليزية]‏
- Okakarara [الإنجليزية]‏
- ويندهوك

## معرض صور

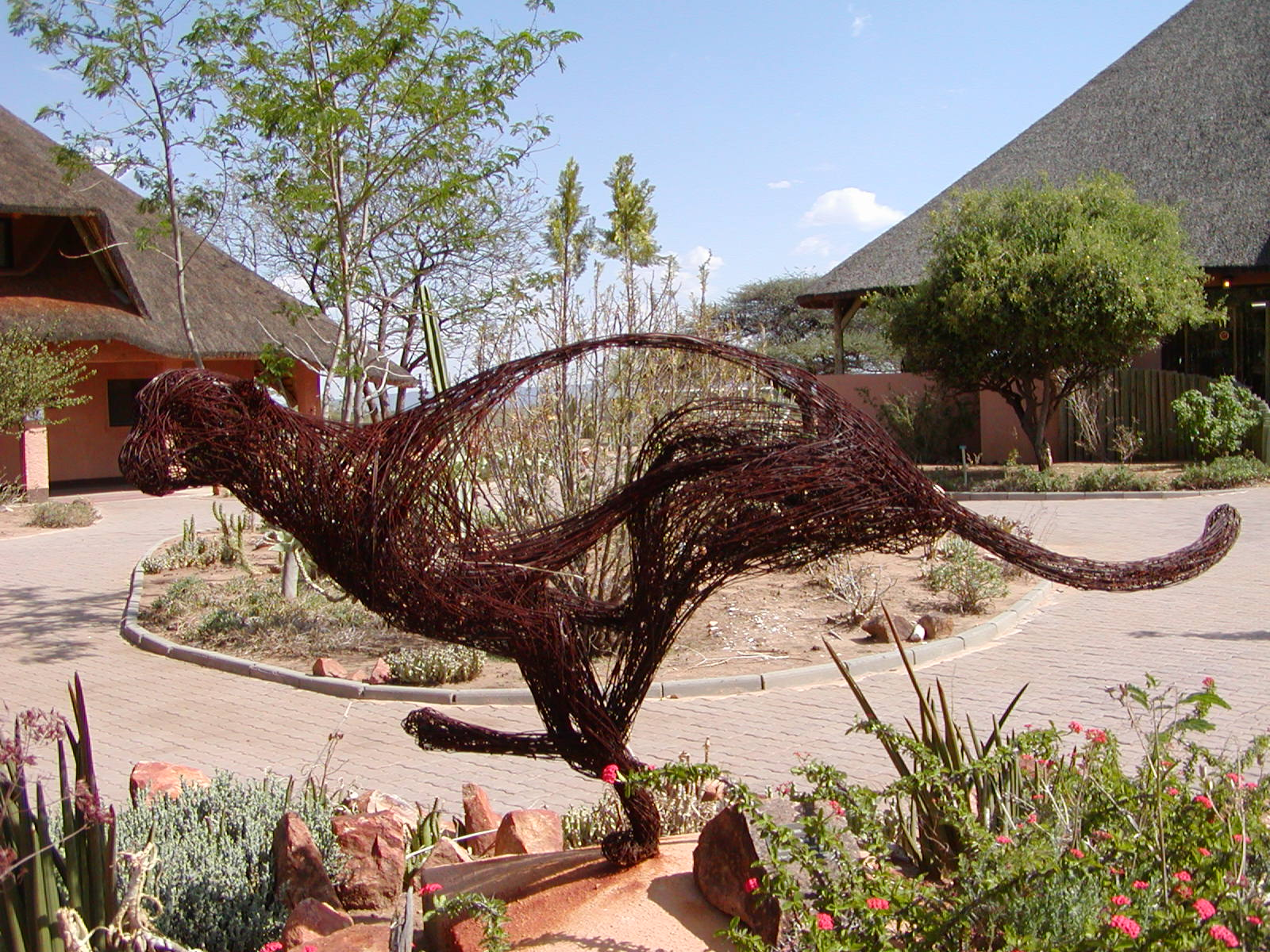
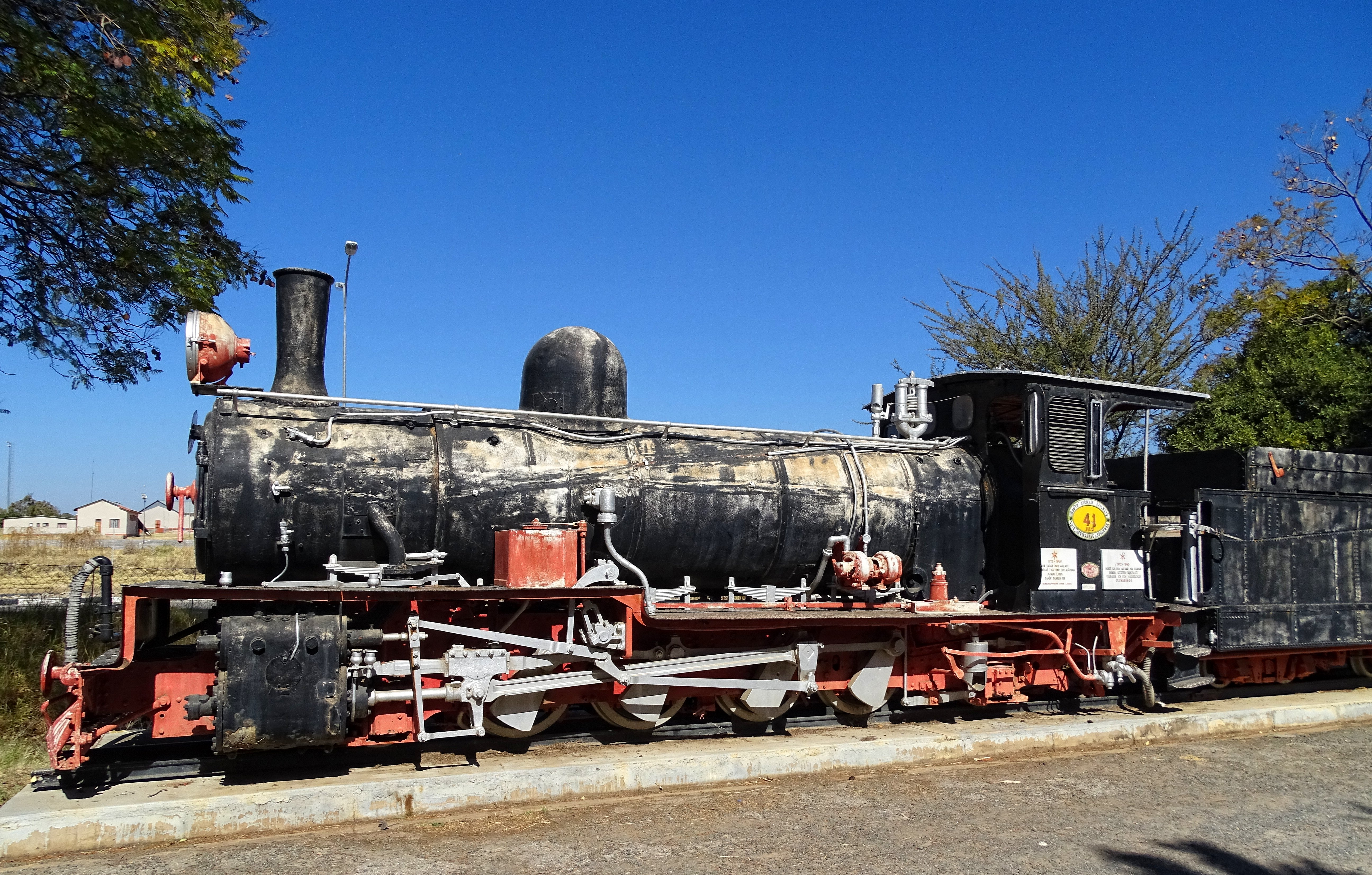
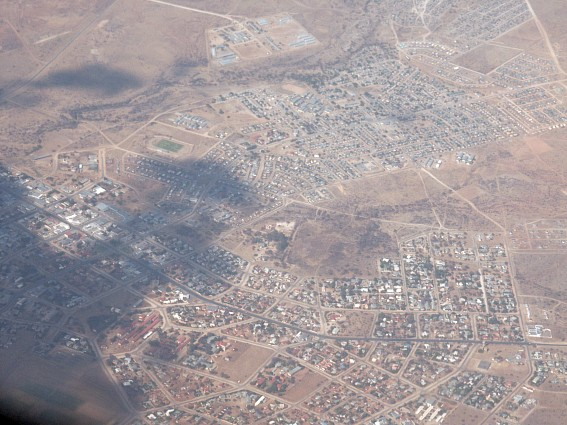

## أعلام
- رودولف بيستر
- دان كرافن
- روبرت ناوسب